# Schwadernau
Schwadernau est une commune suisse du canton de Berne, située dans l'arrondissement administratif de Bienne.

## Personnalités
La commune est le lieu d'origine et de naissance du Conseiller fédéral Rudolf Gnägi (3 août 1917 - 20 avril 1985).